# Parcul Orășelul Copiilor
Orășelul Copiilor este un parc situat în Sectorul 4 al Municipiului București, pe șoseaua Olteniței nr. 23-25, fiind unul dintre cele mai mari și mai populare parcuri destinate familiilor și copiilor. Inaugurat în anii 1970, parcul a devenit o destinație de referință pentru familiile cu copii, oferind o gamă variată de atracții și activități recreative. 

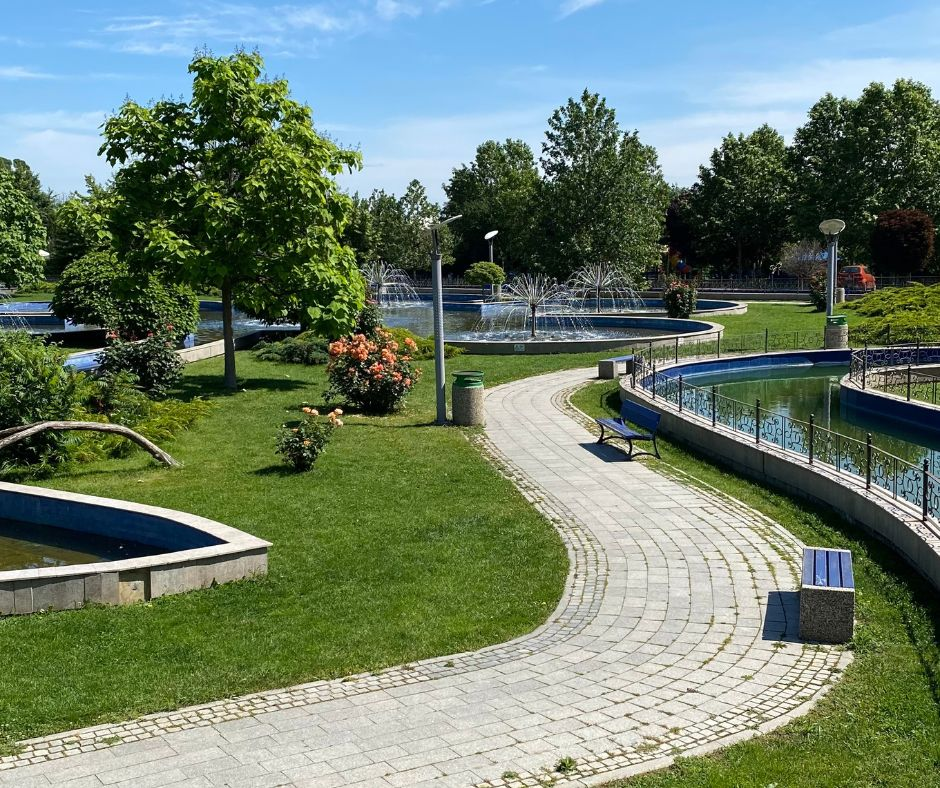
Parcul Orășelul Copiilor

Parcul Orășelul Copiilor se întinde pe o suprafață generoasă 154.081 mp, fiind amenajat cu zone de joacă, carusele, terenuri de sport, alături de spații verzi care creează un mediu prietenos și relaxant. Renovările succesive au transformat parcul într-un loc modern, adaptat nevoilor comunității urbane.

## Istoric și context
Parcul Orașelul Copiilor a fost inaugurat în anii 1970 ca parte a inițiativei de a crea spații dedicate recreerii familiilor și copiilor. Proiectul a fost conceput pentru a oferi un loc de distracție accesibil tuturor, combinând jocurile și activitățile recreative cu zonele verzi.
La momentul inaugurării, parcul se remarca prin instalațiile de distracție specifice vremii, precum carusele, trenulețe și alte atracții mecanice simple, fiind unul dintre primele spații de acest tip din Capitală. Designul său era adaptat pentru a crea o atmosferă prietenoasă, atrăgând familii din toate colțurile orașului.
După 1989, parcul a intrat într-o perioadă de degradare, specifică multor spații publice din București, din cauza lipsei de investiții. Totuși, la începutul anilor 2000, autoritățile locale din Sectorul 4 au demarat un amplu proces de reabilitare și modernizare a parcului. Aceste lucrări au inclus modernizarea infrastructurii, adăugarea de noi atracții și extinderea zonelor verzi, transformând parcul într-un spațiu modern și atractiv.
Astăzi, Orașelul Copiilor este un simbol al recreerii și distracției pentru locuitorii Capitalei, păstrându-și farmecul istoric, dar integrând elemente contemporane care răspund nevoilor noii generații. Parcul continuă să fie un loc preferat al familiilor bucureștene, având o combinație unică de nostalgie și modernitate.

## Facilități

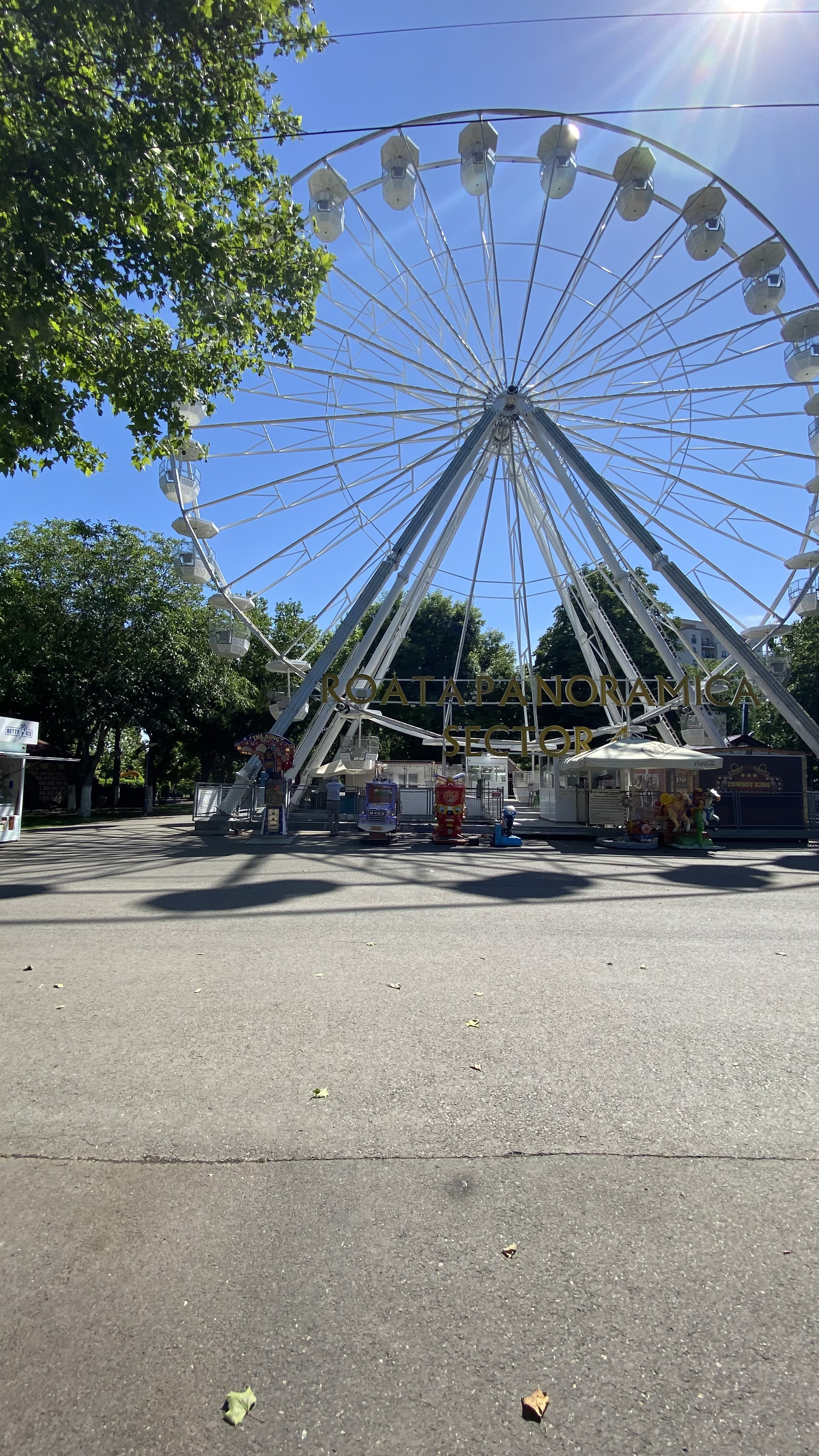
Roata panoramică

Orașelul Copiilor oferă o varietate de facilități care asigură distracție, recreere și confort pentru vizitatori de toate vârstele:
1. Atracții pentru copii
  - Carusele și mașinuțe: Atracții clasice care oferă momente de distracție pentru cei mici.
  - Tobogane și locuri de joacă tematice: Spații sigure și interactive pentru copii de diferite vârste.
2. Zone verzi și de relaxare
  - Pajiști întinse și alei umbrite pentru plimbări sau picnicuri.
  - Fântâni arteziene decorative care adaugă un aer plăcut zonei.
  - Plajă artificială, unde vizitatorii se pot relaxa pe perioada sezonului cald.
3. Facilități pentru familii
  - Restaurante, terase și chioșcuri cu gustări rapide.
  - Zone de odihnă dotate cu bănci și foișoare.
4. Distracții moderne
  - Roată panoramică, care oferă o vedere spectaculoasă asupra parcului.
  - Montagne russe.
  - Fast tower.
  - Crazy dance.
  - Lacul lebedelor plutitoare, disponibil în sezonul cald.
  - Atracții interactive, cum ar fi mașinuțe electrice și jocuri video.
5. Evenimente și activități
  - Spectacole și evenimente culturale.
  - Terenuri de sport. Loc de joacă din Orășelul Copiilor
6. Infrastructură modernă

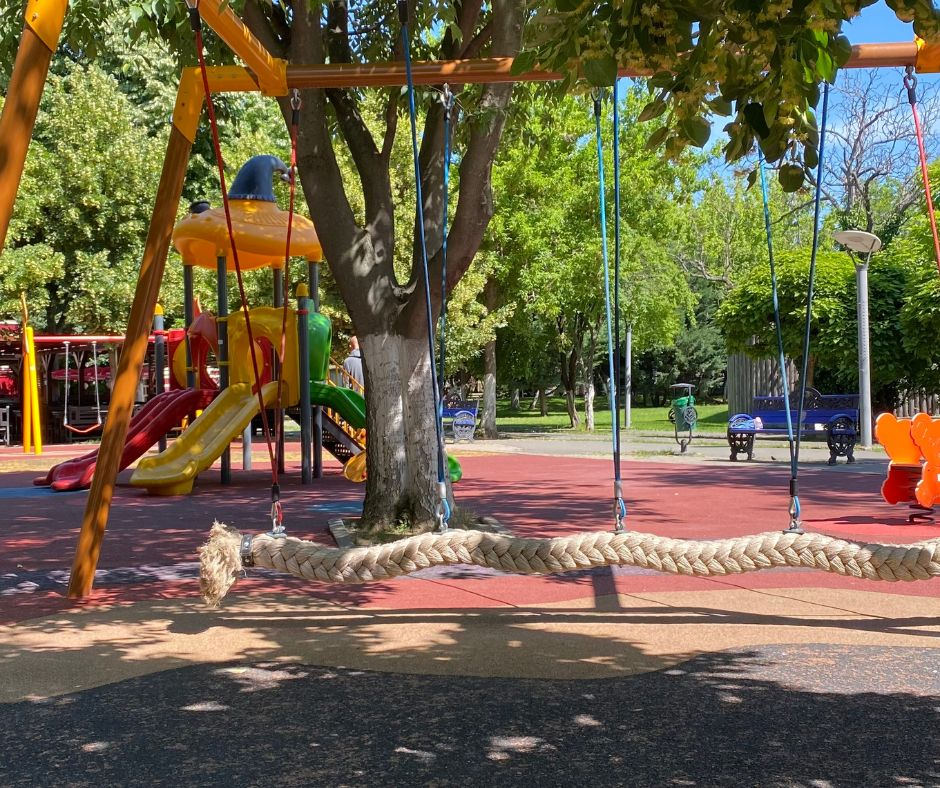
Loc de joacă din Orășelul Copiilor

  - Iluminat nocturn și sisteme de supraveghere pentru siguranța vizitatorilor.
  - Toalete publice moderne și accesibile pentru persoanele cu dizabilități.
  - Parcări amenajate în proximitatea parcului.

Orașelul Copiilor continuă să se dezvolte, oferind facilități variate care îl transformă într-o destinație ideală pentru petrecerea timpului liber alături de familie.

## Impact și rol urban

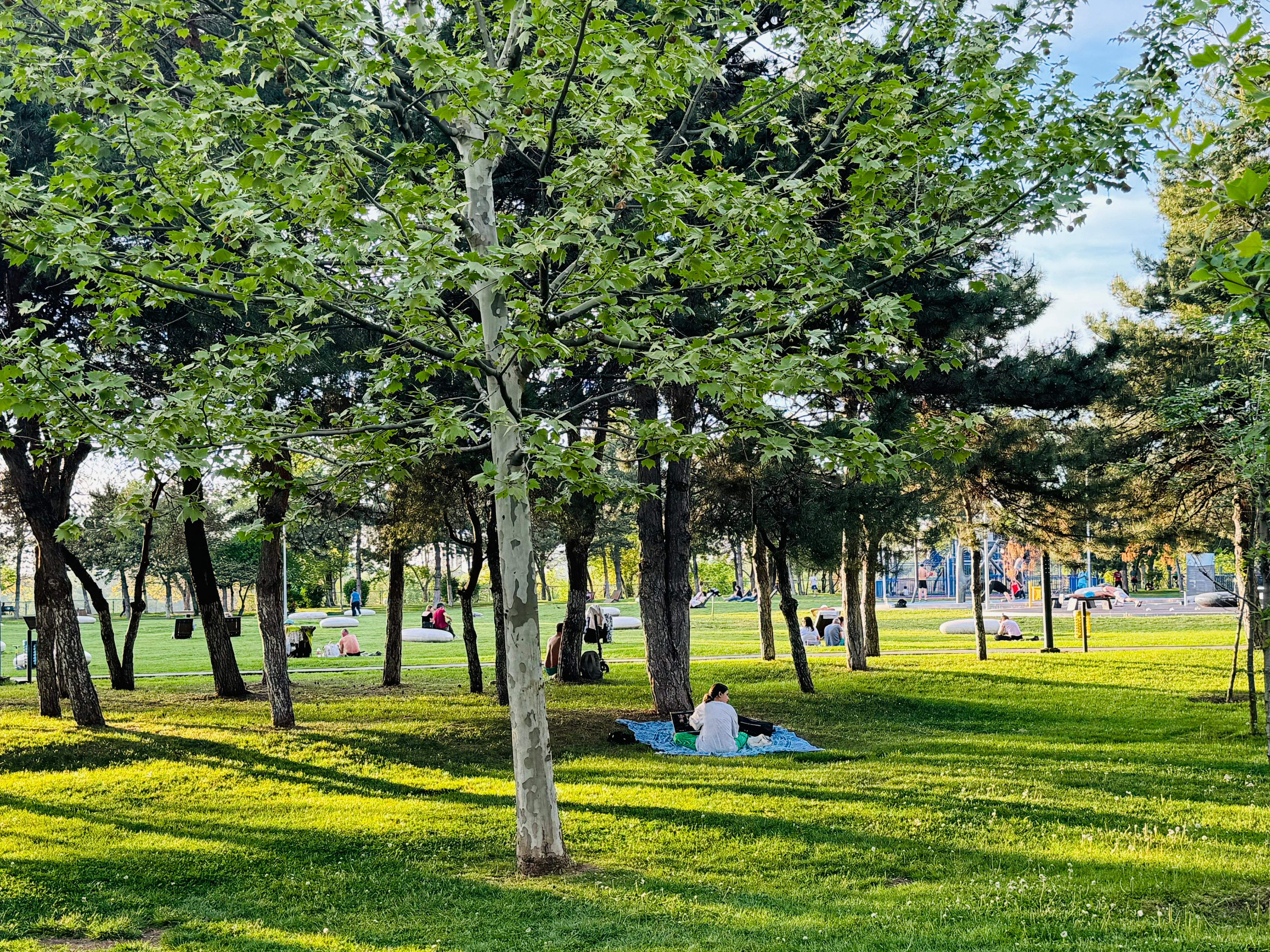
Zona de plaja și relaxare

Orășelul Copiilor joacă un rol semnificativ în peisajul urban al Bucureștiului, contribuind atât la calitatea vieții locuitorilor, cât și la dezvoltarea comunitară și ecologică.
1. Spațiu recreativ pentru comunitate Parcul este o destinație importantă pentru locuitorii Sectorului 4 și nu numai, oferind un loc de relaxare și distracție accesibil tuturor. Prin facilitățile sale diverse, Orașelul Copiilor răspunde nevoilor familiilor, devenind un punct de întâlnire și socializare în mediul urban.
2. Rol ecologic Suprafața extinsă de spații verzi contribuie la reducerea poluării aerului și oferă un microclimat mai răcoros, mai ales în sezonul cald. Parcul sprijină biodiversitatea urbană prin plantarea și întreținerea copacilor, arbuștilor și a vegetației specifice.
3. Revitalizarea zonei Modernizările succesive au transformat Orășelul Copiilor într-un reper urban, contribuind la creșterea atractivității cartierului Berceni din Sectorului 4. Investițiile în infrastructura parcului au avut un efect pozitiv asupra zonei înconjurătoare, atrăgând vizitatori și generând oportunități economice, precum deschiderea de cafenele și magazine.
4. Educație și cultură Prin evenimentele culturale și activitățile interactive organizate în parc, Orășelul Copiilor încurajează educația non-formală și dezvoltarea creativității celor mici. Acest aspect îi consolidează rolul ca spațiu care nu doar distrează, ci și educă.
5. Reducerea aglomerării urbane Parcul funcționează ca o oază de liniște într-o zonă intens urbanizată, oferind locuitorilor un spațiu care diminuează efectele stresului cotidian și ale aglomerației specifice Bucureștiului.

Prin aceste contribuții, Orășelul Copiilor nu este doar un loc de distracție, ci și un element esențial în dezvoltarea urbanistică, socială și ecologică a Capitalei.

## Importanța culturală

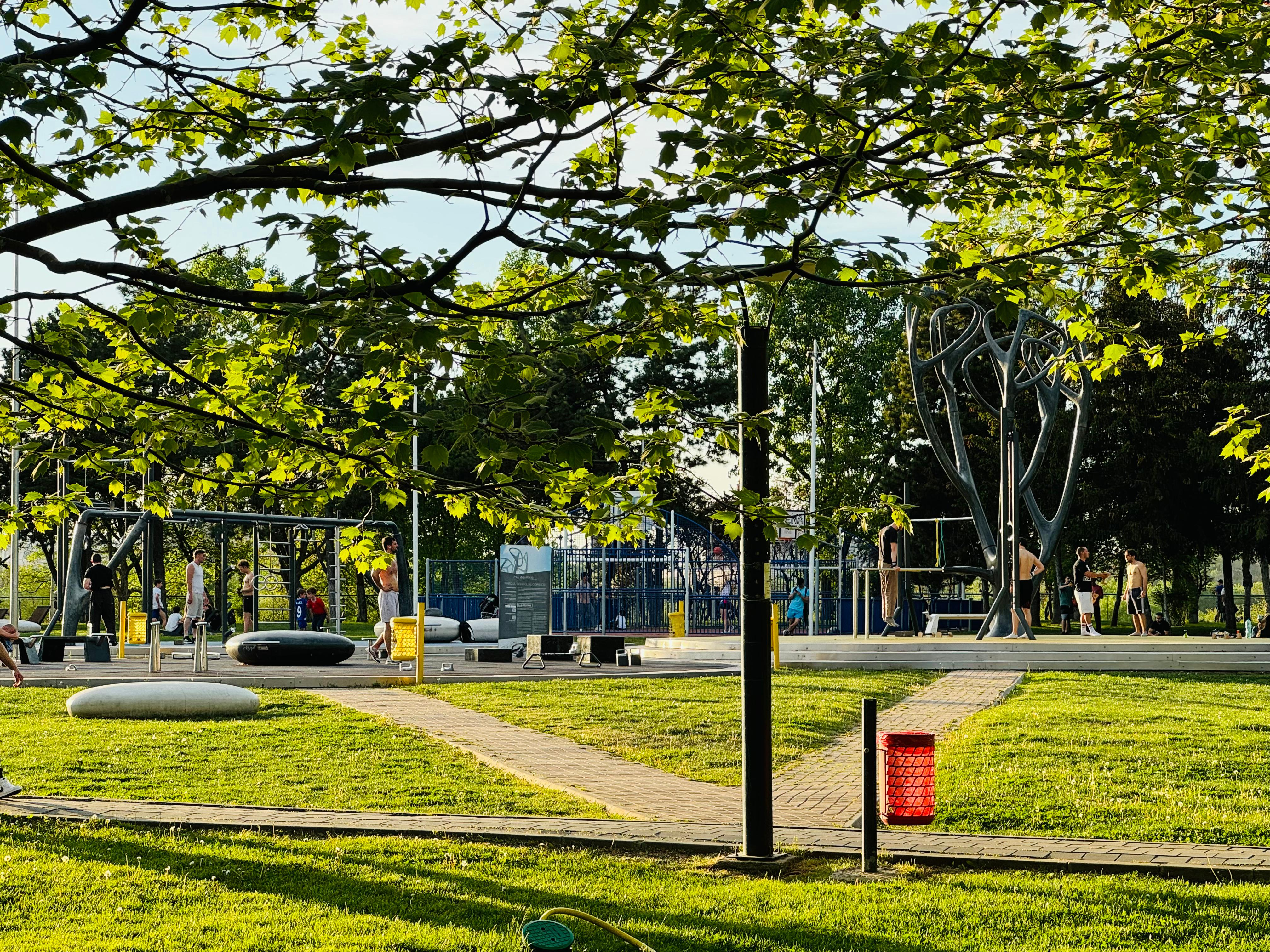
Zona de sport

Orășelul Copiilor are o valoare culturală semnificativă pentru București, fiind mai mult decât un parc de distracții – reprezintă un simbol al copilăriei, al comunității și al continuității generațiilor.
1. Simbol al copilăriei și nostalgiei De-a lungul decadelor, Orașelul Copiilor a devenit un reper afectiv pentru numeroase generații de bucureșteni, păstrând vie amintirea unui spațiu destinat bucuriei și jocului. Vizitele în parc evocă nostalgii pentru părinți și bunici, care revin cu copiii pentru a retrăi momente speciale din trecut.
2. Promovarea valorilor familiale Parcul este un loc care încurajează petrecerea timpului de calitate în familie, devenind un spațiu în care se dezvoltă legături intergeneraționale și se promovează valorile tradiționale legate de unitatea familiei și recreerea sănătoasă.
3. Gazdă pentru evenimente culturale și educaționale Orașelul Copiilor găzduiește frecvent spectacole de teatru pentru copii, concerte, festivaluri tematice și ateliere educative, contribuind la îmbogățirea vieții culturale a comunității. Aceste activități promovează accesul la cultură și oferă ocazii de învățare într-un cadru relaxant.
4. Moștenire a epocii moderne Creat în anii 1970 ca parte a unui program mai larg de urbanizare și dezvoltare a infrastructurii recreative, parcul reflectă o etapă importantă în istoria orașului. Modernizarea sa după anul 1989 demonstrează adaptarea continuă la cerințele contemporane, păstrându-și totodată rădăcinile istorice.
5. Spațiu multicultural și incluziv Prin diversitatea activităților și evenimentelor, Orașelul Copiilor aduce împreună oameni din diferite medii sociale și culturale, consolidând un spirit comunitar puternic.

Astfel, Parcul Orășelul Copiilor nu doar că asigură distracție, ci și contribuie la păstrarea identității culturale a Capitalei, îmbinând tradiția cu inovația și consolidându-și statutul de spațiu simbolic pentru locuitorii orașului București.